# Maesa nemoralis
Maesa nemoralis là một loài thực vật có hoa trong họ Anh thảo. Loài này được (J.R. Forst. & G. Forst.) A. DC. mô tả khoa học đầu tiên năm 1834.